# Chaimae Kriem
Chaimae Kriem, née le 30 juin 1996, est une taekwondoïste marocaine.

## Carrière
Après une médaille de bronze en 2016, elle est sacrée championne d'Afrique de taekwondo dans la catégorie des moins de 73 kg en 2018.